# Лю Вэньюань, Пётр
Пётр Лю Вэньюань  (кит. 劉文元伯鐸, 1760 — 17 мая 1834, Гуйян) — святой Римско-Католической Церкви, мученик.

## Биография
Лю Вэньюань родился в 1760 году в провинции Гуйчжоу. В 1797 году познакомился с торговцем шёлком, который был католиком. Изучив основы христианства, Лю Вэньюань принял крещение в городе Гуйян. В 1814 году Петр Лю Вэньюань был арестован вместе с другими пятью католиками и сослан в Маньчжурию. В 1830 году, после объявления амнистии, Петр Лю Вэньюань вернулся домой, где стал заниматься сельским хозяйством. Через некоторое время в Китае начались преследования христиан. Петр Лю Вэньюань был снова арестован. Его пытали, чтобы заставить отречься от христианства, после чего Петр Лю Вэньюань был приговорён к смертной казне и казнён 17 мая 1834 года через удушение.

## Прославление
Петр Лю Вэньюань был беатифицирован 27 мая 1900 года папой Львом XIII и канонизирован 1 октября 2000 года папой Иоанном Павлом II вместе с группой 120 китайских мучеников.
День памяти в католической церкви — 9 июля.

## Источник
- George G. Christian OP, Augustine Zhao Rong and Companions, Martyrs of China, 2005, стр. 92 (недоступная ссылка)  (англ.)